# 炭酸水素カルシウム
炭酸水素カルシウム (たんさんすいそカルシウム、Calcium hydrogencarbonate) は、無機化合物の一種で、カルシウムイオンと炭酸水素イオンからなる塩。化学式で Ca(HCO3)2 と表される。水酸化カルシウムに二酸化炭素を反応させた炭酸カルシウムに、水と二酸化炭素を反応させると生成する。重炭酸カルシウム (Calcium bicarbonate) とも呼ばれる。固体として単離出来ず、水溶液中にのみ存在する化学種とされる。そのため真の意味で溶解度は定義されない。

## 性質
二酸化炭素が溶けている水に溶け、二酸化炭素の濃度が高くなるほど水中の存在量は多くなる。また、温度や圧力が高いほど多くなる。
その溶存量は炭酸カルシウムよりも100倍ほど多い。これは、炭酸カルシウムから電離・溶解した炭酸イオンと加水分解して炭酸水素イオンを生じる反応の平衡を二酸化炭素を加えることで移動させ、炭酸水素イオンを増加するとともに、カルシウムイオンとの間に働くクーロン力では二価の炭酸イオンよりも一価の炭酸水素イオンの方が弱く、結合力が低下するためである。

## 石灰水との関係
水酸化カルシウムを純水に飽和させた石灰水に二酸化炭素を加えると、下記の反応により炭酸カルシウムの固体 (ほぼ水に溶けない) が析出し、水溶液が白く濁ることは有名である。二酸化炭素の簡単な検出法として利用される。
{\displaystyle {\ce {Ca(OH)2\ + CO2 -> CaCO3\ + H2O}}}
上記水溶液に二酸化炭素を加え続ける（過剰に加える）と、下記の反応により炭酸水素カルシウム水溶液になる。この水溶液中では炭酸水素カルシウムがほぼ完全に電離して透明な炭酸水素イオンとカルシウムイオンになっているため、水溶液は無色透明となる。
{\displaystyle {\ce {CaCO3\ + H2O\ + CO2 -> Ca(HCO3)2}}}
また、炭酸水素カルシウム水溶液を加熱すると、二酸化炭素が発生すると共に炭酸カルシウムが析出して白く濁った溶液となる。これは鍾乳洞形成の原理である。